# Un'incredibile storia
Un'incredibile storia è il terzo album del gruppo musicale italiano Cattivi Pensieri, pubblicato dall'etichetta discografica EMI nel 1996.

## L'album
L'album, disponibile su musicassetta e compact disc, è prodotto da Davide Bosio e Nicolò Fragile, che curano anche gli arrangiamenti. Lo stesso Bosio compare come coautore di 9 dei 10 brani, che presentano tutti la firma della cantante del gruppo, Cinzia Farolfi.
Dal disco vengono tratti i singoli Emozione, vincitore della manifestazione Un disco per l'estate, e Micky.

## Tracce
1. Emozione
2. Micky
3. Le tre B
4. Un'incredibile storia
5. Nella testa
6. Mi ami o no
7. Zitto
8. Tutto da rifare
9. Prendi le mani
10. Dai e vai